# Nagykökényes
Nagykökényes là một thị trấn thuộc hạt Heves, Hungary. Thị trấn này có diện tích 17,28 km², dân số năm 2010 là 594 người, mật độ 34 người/km².